# Географическая граница

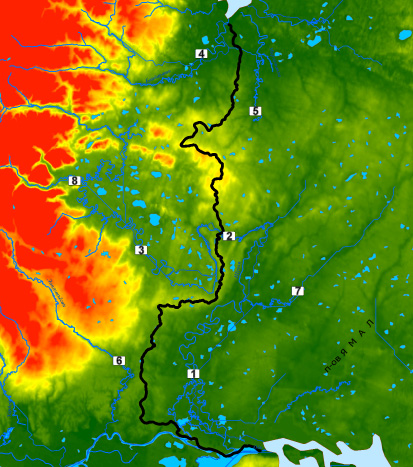
Сухопутная географическая граница полуострова Ямал.

Географи́ческая грани́ца — это пространственная линия или полоса, отделяющая одно географическое (пространственное) образование от другого (смежного ему). 
При этом для того, чтобы такая граница существовала, эти образования должны быть функционально различными (должны отличаться одно от другого каким-то существенным признаком или признаками).
Географическая граница может быть как чёткой (государственная граница), так и нечёткой переходной полосой или зоной. Может быть как сомкнута, так и разомкнута.
Граница может быть как естественной, так и искусственной. Может быть как видимой (обозначенной на местности), так и невидимой. Граница может также быть чисто статистической, то есть рассчитанной по статистическим данным.
Наименование границы будет отражать признак, по которому различаются объекты, которые она разделяет: например, это может быть геоморфологическая граница (гребень, береговая линия), граница между ландшафтами, тектоническая граница (линия сброса), граница речного бассейна, граница оледенения, политико-административная (в том числе государственная) граница (такие границы могут разделять различные административные единицы: области, края, республики, муниципалитеты), граница между экономическими районами, зональная граница (гео-ботаническая, почвенная), климатическая граница, этническая граница.
Границы между литосферой, гидросферой и атмосферой также относятся к географическим.
Границы выполняют несколько функций. Две обычно выделяемые основные: барьерная или разделительная (естественные труднопреодолимые преграды, государственные границы) и контактная или соединительная. Есть также границы, выполняющие фильтрующую функцию. Граница может выполнять какую-то комбинацию этих функций, в том числе разные функции для разных потоков (для каких-то быть проницаемой, для каких-то нет), на разных участках и в разное время.